# 马里奥·奥乔亚
马里奥·奥乔亚（西班牙語：Mario Ochoa，1927年11月7日—），墨西哥男子足球运动员，司职中场。他曾代表墨西哥国家队参加1950年和1954年国际足联世界杯，两届比赛均止步小组赛阶段。